# Luxury Utility Vehicle
Ein Luxury Utility Vehicle, kurz LUV, ist eine besonders geländegängige Edellimousine. Das Wort ist an Sports Utility Vehicle angelehnt, eine gebräuchliche Bezeichnung für einen geländegängigen PKW.

## Modelle
Den Anfang in dieser neuen Fahrzeugklasse machte Hyundai im Januar 2007 mit seinem Veracruz, einem siebensitzigen Allradwagen, der erstmals auf der Detroit Motor Show präsentiert wurde. Er ist vorerst nur auf dem amerikanischen und asiatischen Markt erhältlich.
Ein anderes LUV wurde von der EDAG Engineering + Design AG entwickelt, das sogenannte EDAG LUV. Es baut sehr stark auf dem neuen Mercedes GL auf, hat jedoch ein stark verändertes Erscheinungsbild wie Teakholzteile im Außen- und Innenbereich und eine Pick-up-ähnliche Ladefläche sowie einen deutlich komfortabler ausgestatteten Innenraum. Diese Strategie der Verwendung von in diesem Falle ca. 90 % Gleichteilen gilt als eine neue Strategie im Fahrzeugbau um immer schnelleren Modellwechseln mit weniger Entwicklungsaufwand zu begegnen.